# Râul Grind
Râul Grind este un curs de apă, afluent al râului Durăceasa. 